# بيل بيتي
بيل بيتي (بالإنجليزية: Bill Beattie)‏ هو مصور نيوزيلندي، ولد في 1902 في أوكلاند في نيوزيلندا، وتوفي في 1991.